# Store Norske Spitsbergen Kulkompani
La Store Norske Spitsbergen Kulkompani (Grande compagnie charbonnière norvégienne du Spitzberg, en abrégé SNSK), ou plus simplement la Store Norske, est une compagnie norvégienne d'exploitation de mines de charbon, basée dans l'archipel du Svalbard. Elle est fondée en 1916, lorsque les norvégiens rachètent l'Arctic Coal Company (ACC), fondée par John Munro Longyear en 1906. Son propriétaire est le ministère norvégien du commerce et de l'industrie. La compagnie compte un peu plus de 300 employés et exploite deux mines de charbon. La plus importante est située à Sveagruva, environ 60 km au sud de Longyearbyen. 
En 2021, l'entreprise annonce qu'elle prévoit de fermer sa dernière mine de charbon en Arctique d'ici 2023. Ils apparaissent désormais vouloir se reconvertir dans l'immobilier en rachetant de nombreux bâtiments de Longyearbyen. Quelques mois après l'annonce de la fermeture de la dernière mines, ils se lancèrent dans l'acquisition de Huset, une maison communale historique dont la compagnie avait elle-même commandé la construction en 1948.